# Teodor Puterity

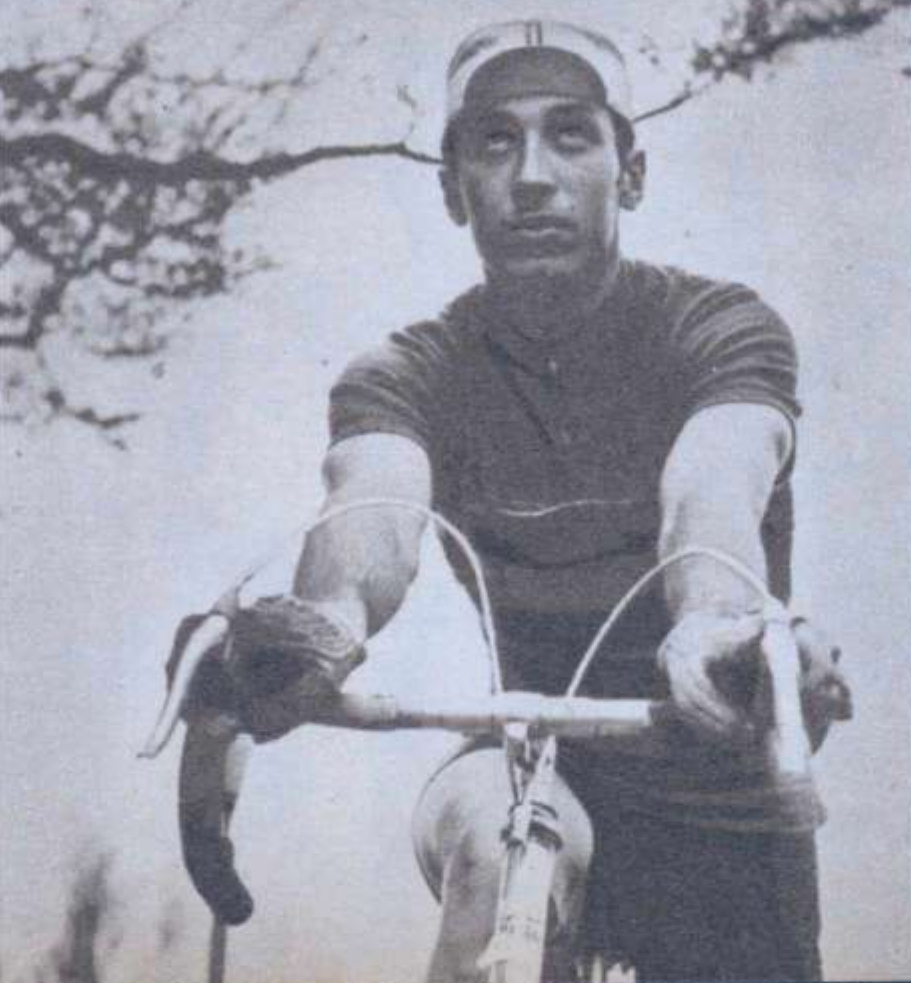
Teodor Puterity (1969)

Teodor Puterity (* 28. Februar 1947 in Arad) ist ein ehemaliger rumänischer Radrennfahrer und nationaler Meister im Radsport.

## Sportliche Laufbahn
Puterity gewann die nationale Meisterschaft in der Einerverfolgung 1970. 1966 wurde er auch Meister im Mannschaftszeitfahren. 1969 wurde er Meister im Straßenrennen und im Einzelzeitfahren. Den Zeitfahrtitel gewann er auch 1971 und 1972. 
1968 gewann er die Abschlussetappe der Rumänien-Rundfahrt, bei der er 12. in der Gesamteinzelwertung wurde. 1968 wurde er Vize-Meister im Querfeldeinrennen hinter George Negoescu. 1969 siegte er wiederum auf der letzten Etappe der Rumänien-Rundfahrt. An der Internationalen Friedensfahrt nahm er 1969 teil und belegte dort den 54. Platz. 1969 war er Teilnehmer der UCI-Straßen-Weltmeisterschaften und bestritt das Einzelrennen.